# Архиепархия Импхала
Архиепархия Импхала (лат. Archidioecesis Imphalensis) — архиепархия Римско-Католической церкви c центром в городе Импхал, Индия. В митрополию Ипхала входит епархия Кохимы. Кафедральным собором архиепархии Импхала является церковь святого Иосифа.  

## История
13 марта 1980 года Римский папа Иоанн Павел II выпустил буллу Cum Nos, которой разделил епархию Кохимы-Импхала на две епархии Импхала и Кохимы. В этот же день епархия Импхала вошла в митрополию Шиллонга. 
10 июля 1995 года Римский папа Иоанн Павел II выпустил буллу Cum Ecclesia catholica, которой возвёл епархию Импхала в ранг архиепархии.  

## Ординарии епархии
- архиепископ Joseph Mittathany (28.03.1980 – 12.07.2006);
- архиепископ Dominic Lumon (12.07.2006 — 7.10.2023, в отставке);
- архиепископ Linus Neli (7.10.2023 — по настоящее время).

## Источник
- Annuario Pontificio, Libreria Editrice Vaticana, Città del Vaticano, 2003, ISBN 88-209-7422-3
- Булла Cum Nos Архивная копия от 16 мая 2014 на Wayback Machine  (лат.)
- Булла  Cum Ecclesia catholica Архивная копия от 17 мая 2014 на Wayback Machine  (лат.)